# 霍克西 (阿肯色州)
霍克西（英語：Hoxie）是一個位於美國阿肯色州勞倫斯縣的城市。

## 地理
霍克西的座標為36°02′55″N 90°58′38″W / 36.04861°N 90.97722°W，而該地的平均海拔高度為82米（即269英尺）。

## 人口
根據2020年美國人口普查的數據，霍克西的面積為17.26平方千米，皆為陸地。當地共有人口2598人，而人口密度為每平方千米161人。